# میسی کیاسون
میسی کیاسون (انگلیسی: Macy Chiasson؛ زادهٔ ۲۷ ژوئیهٔ ۱۹۹۱) ورزشکار هنرهای رزمی ترکیبی اهل ایالات متحده آمریکا است. وی از سال ۲۰۱۷ میلادی تاکنون مشغول فعالیت بوده‌است.